# Lacey Duvalle
Lacey Duvalle (nascida em 05 de abril de 1982 em Washington D.C., Estados Unidos), é uma atriz de filmes pornográficos e modelo erótica. Começou sua carreira na indústria de filmes adultos em 2000, aos 18 anos de idade.

## Biografia
Originária de Washington, DC, Lacey mudou-se para Los Angeles aos seis anos de idade. Aos dezoito anos, ela começou sua carreira sob o pseudônimo de Pebbles, antes de adotar seu nome artístico atual. Ela também tem sido creditada como Lacey Duval e Duvall Lacy. Sua estreia no cinema pornô foi em Dirty Debutantes, que começou a filmar dois dias depois de seu aniversário de dezoito anos.
Ela assinou um contrato de exclusividade com a produtora Vivid e rapidamente se tornou uma das mais destacadas atrizes negras, ao lado de Ayana Angel.
Sua cena com Mario Cassini no filme Tunnel Vision 3, ganhou em 2009 o Urban X Award, de Melhor cena do tipo P.O.V.. O rapper Charles Hamilton compôs em 2008 uma música chamada "Lacey Duvalle" em homenagem a ela.
Um de seus principais atributos é o tamanho de seus seios 34C, levemente arrebitados, em cima de uma estrutura corporal relativamente pequena e delicada. Além de seu trabalho na indústria pornô, Lacey já apareceu em programas de televisão, incluindo The Tera Patrick Show (2002) e The Howard Stern Show (2004). Ela já se apresentou tanto em cenas hétero, quanto em cenas de lesbianismo e atualmente é uma das principais estrelas da indústria. Da sua estreia em 2000 até os dias de hoje, já apareceu em mais de 140 filmes.

## Premiações e indicações
| Ano  | Cerimônia      | Resultado | Categoria                               | Filme           |
| ---- | -------------- | --------- | --------------------------------------- | --------------- |
| 2002 | XRCO Award     | Indicado  | Starlet of the Year                     |                 |
| 2008 | Urban X Awards | Venceu    | Hall of Fame                            |                 |
| 2009 | Urban X Awards | Venceu    | Best POV Sex Scene (com Mario Cassinni) | Tunnel Vision 3 |